# Маряна Домашкойц
Маряна Домашкойц (на долнолужишки: Marjana Domaškojc, на немски: Marianne Domaschke) е долнолужишка фабрична работничка, драматург, поетеса и писателка на произведения в жанра лирика и драма. Пише произведенията си на долнолужишки език.

## Биография и творчество
Маряна Домашкойц е родена на 28 февруари 1872 г. в Цазов (днес част от Колквиц), Долна Лужица, Германия, в селско семейство. В периода 1886 – 1931 г. работи в текстилна фабрика в Котбус.
През това време тя описа своите впечатления от работата си и германско-сръбските отношения. През 1925 г. се запознава с Мина Виткойц, която я вдъхновява да се занимава с литературна дейност. През същата година започва да публикува стиховете си във вестник „Nowy Casnik“ и списание „Časopis Maćicy Serbskeje“ в Долна Лужица. През 1929 г. е публикувана социалната ѝ драма „Z chudych žywjenja“ (От живота на бедните) в литературното списание „Žužyca“, където описва трудните условия на живот на хората от Лужица.
Била е активен член на лужишкото литературно, научно и културно образователно общество „Мачица Сербска“.
Маряна Домашкойц умира на 11 август 1948 г. в Цазов, Долна Лужица, ГДР.
Долнолужската гимназия в Котбус и улица в града са кръстени на нейно име.

## Произведения
заглавия на немски език
- Kranz aus Gedichten (1927)
- Aus dem Leben der Armen (1929) – драма
- Die Schwitzkes suchen eine Magd (1936)